# Ángel Ortiz
Ángel Antonio Ortiz Cabrera (Areguá, 27 de dezembro de 1977) é um futebolista profissional paraguaio, que atua como meia.

## Carreira
Ángel Ortiz começou a carreira no Club Guaraní, em 1999. Logo no ano seguinte foi para o futebol japonês atuar Shonan Bellmare.

## Seleção
Ortiz conta com 27 partidas pela Seleção Paraguaia de Futebol. 